# Mas de la Cova
El Mas de la Cova és un mas catalogat a l'Inventari del Patrimoni Arquitectònic de Catalunya. a la vora del riu Algars al terme municipal de Batea (Terra Alta), on es recolzen aquest i altres edificis o s'hi integren mitjançant una cornisa rocosa plena de balmes.[ El lloc que ocupa, a un costat del riu Algars, és força interessant, ja que en menys d'un quilòmetre s'hi troba: el castell i la capella de Sant Joan d'Algars i el molí d'Algars o Mas de Rodi; totes, construccions d'origen templer, a banda d'altres masos interessants.
El mas és una construcció feta de carreus amb planta baixa i dos pisos, cobert a un vessant que està adossat a la cornisa rocosa. La finca està disposada en bancals, amb marges fets de pedra picada, on també hi ha una sènia de mides considerables. A la planta baixa hi ha un porxo amb arcs de mig punt molt grans. La porta d'accés està adovellades i les finestres ordenades a la façana amb grans llindes de pedra. De la resta de construccions, dues d'elles són espais tancats on el sostre és la mateixa balma i la resta són murs baixos per corrals. Hi ha una petita construcció moderna.